# Marius Lăcătuș
Marius Mihai Lăcătuş (Braşov, 5 de abril de 1964) é um ex-futebolista romeno, atualmente exercendo a profissão de técnico. É conhecido como "Fiara", "A fera".

## Carreira
Lăcătuş jogou como um atacante de profundidade no Steaua Bucareste, time do qual foi o capitão entre 1994 e 1999. Também jogou no AC Fiorentina, da Itália, e no Real Oviedo, da Espanha.
Foi um jogador emblemático para a torcida do Steaua Bucureşti; até hoje, sete anos de ter encerrado sua carreira no clube como jogador, ainda tem seu nome gritado a cara jogo. Destacou-se por jogar de maneira habilidosa, e também por seu comprometimento durante o jogo. Recebeu o apelido de Fiara ("A Fera").
Foi o primeiro jogador a marcar na disputa de pênaltis da final da Copa Europeia de 1986, contra o FC Barcelona, vencida pela equipe de Bucareste. Após a Copa do Mundo de 1990, na Itália, onde marcou dois gols contra a União Soviética, Lăcătuş foi contratado pela ACF Fiorentina, da Itália, e pouco tempo depois transferiu-se para o Real Oviedo, na Espanha. Em 1994 retornou ao Steaua Bucureşti, e jogou pelo time até 1999, quando finalmente foi contratado pelo Naţional Bucareste, onde jogou por meia temporada antes de se aposentar.
Em outubro de 2006 decidiu se escalar como parte da equipe no time do qual era o treinador, UTA Arad; no ano seguinte foi contratado para ser o treinador do Steaua Bucureşti. A 21 de outubro de 2008, porém após um jogo em casa contra o Lyon, válido pela fase de grupos da Liga dos Campeões da UEFA de 2008-2009, no qual sua equipe perdeu por um desapontante 5 a 3, resignou de seu cargo, alegando que a derrota ocorrera por sua culpa.
Em 25 de março de 2008 foi condecorado pelo presidente da Romênia, Traian Băsescu, com a Ordinul "Meritul Sportiv" — ("Ordem 'Mérito Esportivo') classe II, por sua participação na conquista da Liga dos Campeões da UEFA de 1985/1986.

## Carreira internacional
Lăcătuş jogou um total de 414 jogos na Divizia A romena (atual Liga I), marcando 103 gols; 21 jogos na Série A italiana, onde marcou por três vezes, e 51 jogos na Liga espanhola, marcando sete gols. Disputou 72 jogos em competições da UEFA, como a Liga dos Campeões (à época Copa Europeia), Recopa Europeia e Copa da UEFA, marcando 16 gols no total.
Marius Lăcătuş foi convocado 84 vezes para a seleção de seu país, marcando 13 gols. Disputou a Copa do Mundo de 1990, na Itália, o Campeonato Europeu de Futebol de 1996, na Inglaterra, e a Copa do Mundo de 1998, na França. Marcou o gol de número 700 pela seleção romena.
Como jogador venceu o Campeonato Romeno de Futebol dez vezes, e a Copa da Romênia sete, além de ter conquistado a Copa Europeia em 1986 e a Supercopa Europeia, em 1987, todos pelo Steaua Bucureşti.

## Títulos
| Temporada | Clube               | Título                     |
| --------- | ------------------- | -------------------------- |
| 1984-1985 | FC Steaua Bucureşti | Liga I                     |
| 1984-1985 | FC Steaua Bucureşti | Copa da Romênia            |
| 1985-1986 | FC Steaua Bucureşti | Liga I                     |
| 1985-1986 | FC Steaua Bucureşti | Taça dos Campeões Europeus |
| 1986      | FC Steaua Bucureşti | Supercopa Europeia         |
| 1986-1987 | FC Steaua Bucureşti | Liga I                     |
| 1986-1987 | FC Steaua Bucureşti | Copa da Romênia            |
| 1987-1988 | FC Steaua Bucureşti | Liga I                     |
| 1987-1988 | FC Steaua Bucureşti | Copa da Romênia            |
| 1988-1989 | FC Steaua Bucureşti | Liga I                     |
| 1988-1989 | FC Steaua Bucureşti | Copa da Romênia            |
| 1993-1994 | FC Steaua Bucureşti | Liga I                     |
| 1994      | FC Steaua Bucureşti | Supercopa de Rumanía       |
| 1994-1995 | FC Steaua Bucureşti | Liga I                     |
| 1995      | FC Steaua Bucureşti | Supercopa de Rumanía       |
| 1995-1996 | FC Steaua Bucureşti | Liga I                     |
| 1995-1996 | FC Steaua Bucureşti | Copa da Romênia            |
| 1996-1997 | FC Steaua Bucureşti | Liga I                     |
| 1996-1997 | FC Steaua Bucureşti | Copa da Romênia            |
| 1997-1998 | FC Steaua Bucureşti | Liga I                     |
| 1998      | FC Steaua Bucureşti | Supercopa de Rumanía       |
| 1998-1999 | FC Steaua Bucureşti | Copa da Romênia            |

- Lăcătuş é atualmente o jogador com maior número de conquistas domésticas de todos os tempos na Romênia.